# Gustav Adolf von Hohenlohe-Schillingsfürst

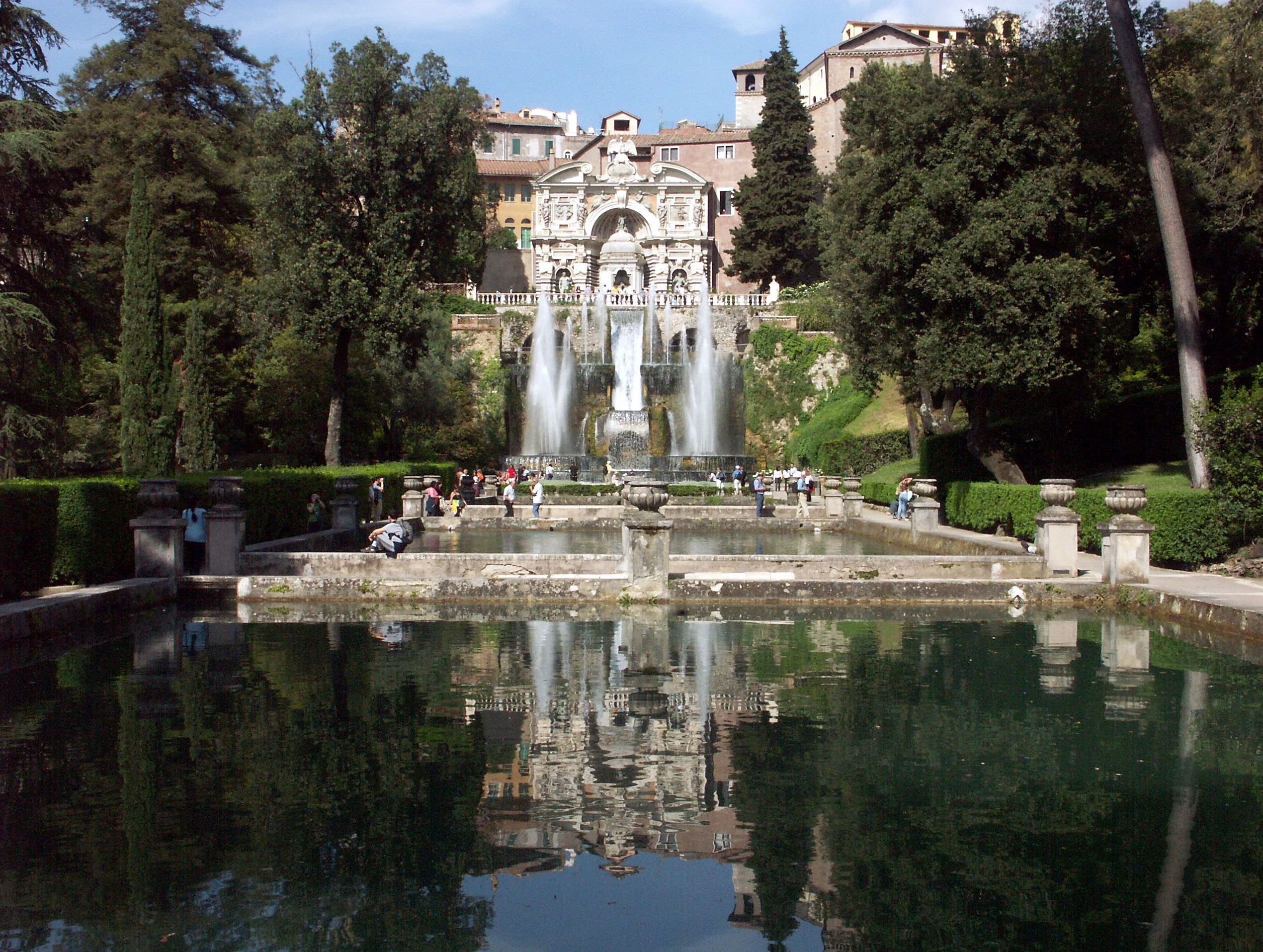
Villa d'Este (Tivoli)

Gustav Adolf von Hohenlohe-Schillingsfürst (Rothenburg ob der Tauber, 26 febbraio 1823 – Roma, 30 ottobre 1896) è stato un cardinale tedesco.

## Biografia

### I primi anni
Rampollo della nobile famiglia tedesca dei principi di Hohenlohe-Schillingsfürst, era infatti figlio di Francesco Giuseppe, principe di Hohenlohe-Schillingsfürst e di sua moglie, la principessa Costanza di Hohenlohe-Langenburg.
Gustav Adolf era anche fratello di Chlodwig zu Hohenlohe-Schillingsfürst, cancelliere dell'Impero tedesco.
Iniziò i propri studi umanistici ai ginnasi di Ansbach ed Erfurt; studiò legge a Bonn, intraprendendo in seguito la carriera ecclesiastica frequentando i seminari di Breslavia e Monaco dove studiò teologia, passando poi alla Pontificia Accademia Ecclesiastica di Roma dall'autunno del 1846 al 1847.

### La carriera ecclesiastica

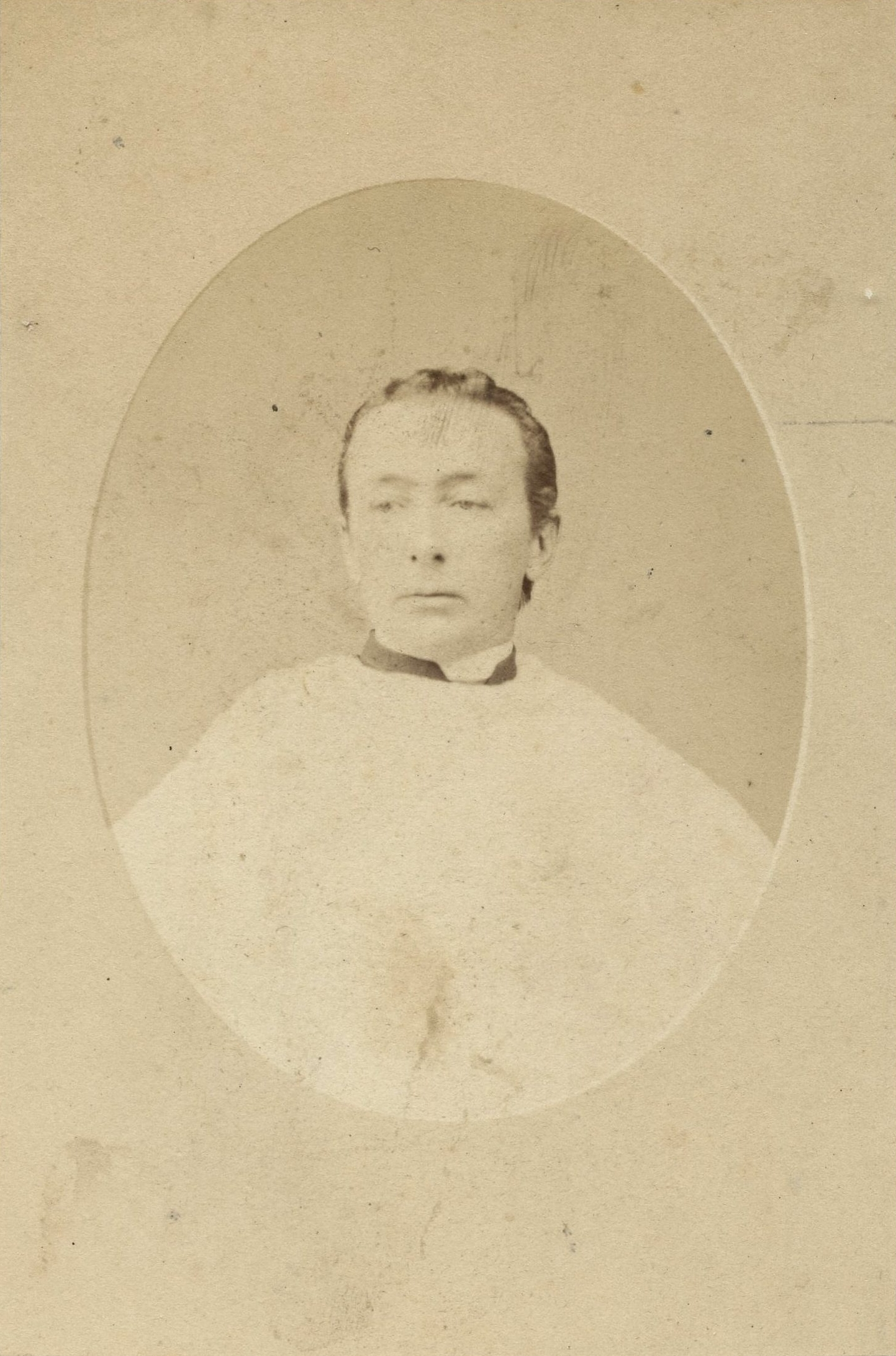
Il cardinale di Hohenlohe-Schillingsfürst in una fotografia giovanile

Avviato alla carriera ecclesiastica, divenne sacerdote il 25 agosto del 1849, consacrato in quel giorno a Gaeta da papa Pio IX che ivi si era rifugiato per sfuggire alla costituzione della Repubblica Romana. Successivamente divenne ciambellano "partecipante" privato del pontefice (1850 - 1866), passando al ruolo di Elemosiniere segreto di Sua Santità dal 7 novembre 1857. Nel 1851 si interessò alla ristrutturazione di Villa d'Este a Tivoli che, pur appartenendo formalmente agli Asburgo-Este, venne di fatto gestita per molti anni dal cardinale che la riportò al suo antico splendore e la fece divenire un punto di riferimento culturale. Venne poi nominato già arcivescovo titolare di Edessa di Osroene a partire dal 1857, dopo appena otto anni di servizio sacerdotale. Venne consacrato vescovo nella basilica di San Pietro a Roma, sempre da Pio IX, che il 30 novembre di quello stesso anno lo nominò canonico di San Pietro. Divenne assistente al Trono Pontificio dal 1º dicembre 1857.
Nell'ottobre del 1861, impedì il matrimonio morganatico tra Franz Liszt e la principessa Carolina di Sayn-Wittgenstein nella chiesa dei santi Ambrogio e Carlo a Roma. Nonostante ciò, divenne amico dello stesso Liszt: nell'aprile 1865 gli conferì la tonsura, a luglio gli ordini minori. Inoltre, dall'aprile del 1865 al giugno del 1866, quando fu promosso cardinale, ospitò Liszt nei suoi appartamenti in Vaticano. Il matrimonio tra Liszt e la principessa, inoltre, avrebbe finito per danneggiare la stessa famiglia del cardinale dal momento che suo fratello Konstantin aveva sposato la figlia di Carolina, nata dal suo primo matrimonio col principe Niccolò di Sayn-Wittgenstein-Ludwigsburg, minacciando così di invalidare la successione al fratello del cardinale.
Papa Pio IX lo elevò al rango di cardinale nel concistoro del 22 giugno 1866, assegnandogli il titolo di Santa Maria in Traspontina, dal 25 giugno di quello stesso anno. Quindi, partecipò al Primo Concilio Vaticano (1869-1870), ove si distinse per la sua opposizione alla definizione del dogma dell'infallibilità del papa; ma, a votazione positiva avvenuta, accettò comunque di buon grado il verdetto. Dopo il crollo dello Stato Pontificio nel 1870, si recò stabilmente in Germania.

### Il rapporto coi gesuiti
Ebbe un rapporto complesso coi gesuiti: teologicamente plasmato da Ignaz von Döllinger, fu avversario della Compagnia di Gesù nell'ambito della dogmatizzazione dell'infallibilità papale. Dopo la convocazione del Concilio Vaticano I nel 1869, su raccomandazione dello stesso Döllinger, nominò suo consigliere teologico lo storico ecclesiastico Johann Friedrich. Il letterato Carlo Dossi, amico del cardinale, così lo descrive in rapporto coi gesuiti:

### IlKulturkampfe l'impegno politico
Otto von Bismarck lo aveva proposto già nel 1872 come ambasciatore tedesco presso la Santa Sede, ma l'intenzione fallì per opposizione della Curia romana. Egli cercò nel contempo di arrivare a una conciliazione in Italia tra Stato e Chiesa, nell'ambito dello scontro culturale, grazie anche all'amicizia personale col primo ministro Francesco Crispi, ma anche questi suoi tentativi furono inefficaci per l'opposizione di Leone XIII a questo progetto. Fu successivamente nominato arciprete della Basilica di Santa Maria Maggiore di Roma, dal 15 luglio 1878.

### Il rapporto con Leone XIII e lo "scandalo Crispi"

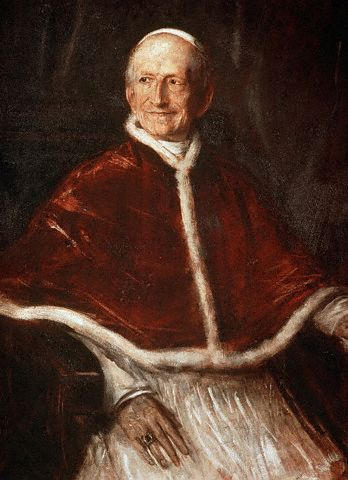
Papa Leone XIII col quale il cardinale non ebbe mai buoni rapporti

Partecipò al conclave del 1878, che elesse papa Leone XIII col quale, stando alle testimonianze d'epoca, non ebbe un ottimo rapporto.
Le parole dure che il cardinale spesso riservava al pontefice, scaturivano da una serie di incomprensioni personali e di differenti visioni anche in campo politico: se Leone XIII si arroccava sulle posizioni di chiusura della chiesa di Roma rispetto allo stato italiano, il cardinale di Hohenlohe-Schillingsfurst si dimostrò più favorevole alle idee liberali. In occasione del ricevimento dato per la visita a Roma del direttore del Times a villa De Blanc (noto salotto romano d'epoca), pare infatti che il porporato avesse levato il calice per un brindisi alla salute di Francesco Crispi, all'epoca primo ministro del Regno d'Italia che, oltre a ricoprire una carica politica in uno stato che i papalini vedevano come conflittuale col papato, era inoltre accusato di bigamia. Quando il fatto iniziò a circolare, Leone XIII fece richiamare il cardinale tedesco e lo costrinse a un esilio forzato per un mese nella tenuta di monsignor Nazareno Marzolini a Montefalco. 
Quando fece ritorno, preferì continuare a risiedere a Villa d'Este a Tivoli anziché a Roma.

### Gli ultimi anni

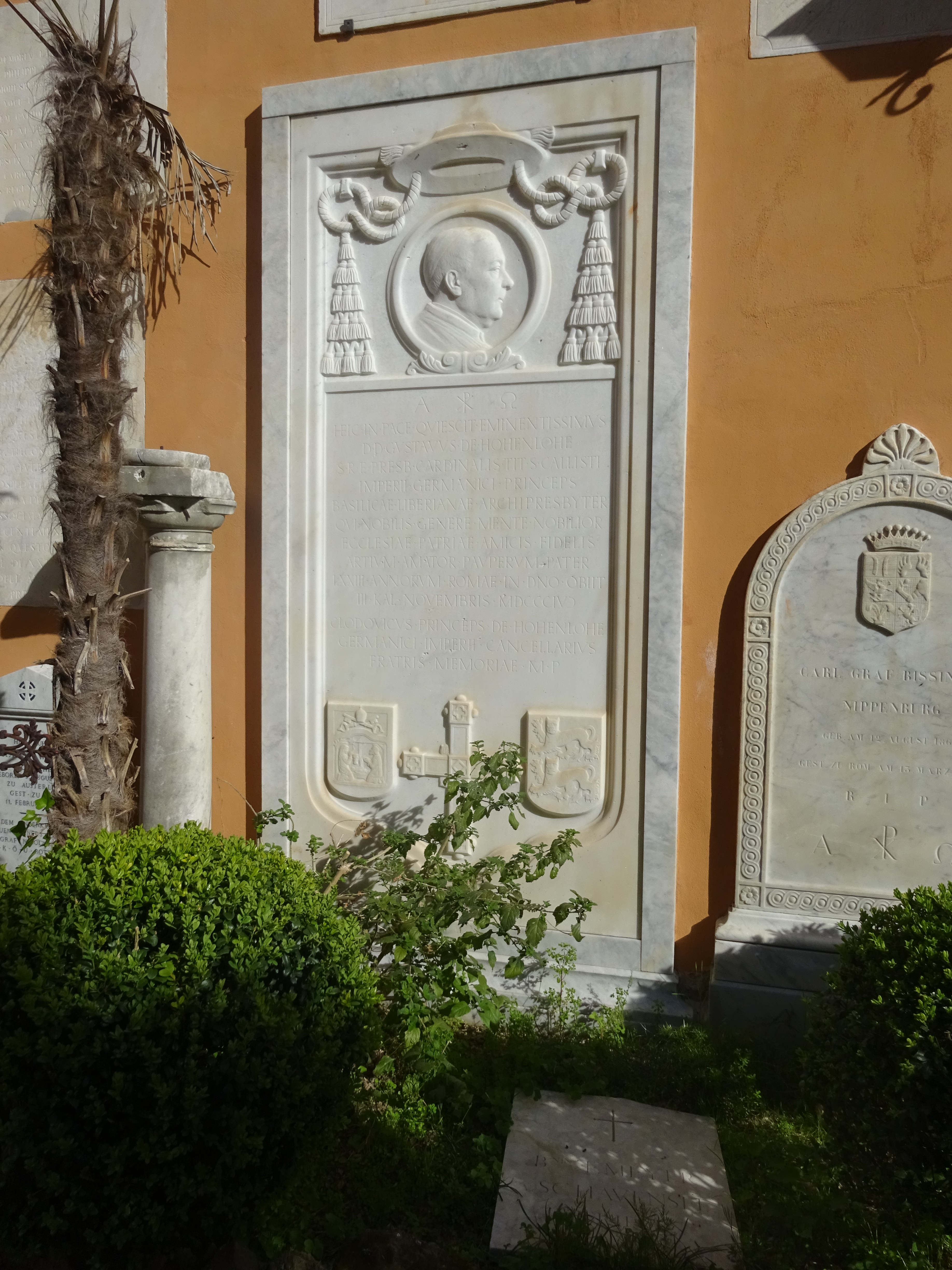
La lapide tombale del cardinale Gustav Adolf zu Hohenlohe-Schillingsfürst nel Cimitero Teutonico di Roma

Optò quindi per una sede cardinalizia episcopale e ottenne quella di Albano (12 maggio 1879), ma dovette dimettersi dal settembre del 1883 da questo incarico per opposizione agli ideali della Curia e ritornando al grado di cardinale-presbitero, occupando il posto che era stato del cardinale Antonio Maria Panebianco. Optò infine per il titolo di San Callisto 10 novembre 1884 e poi per quello di San Lorenzo in Lucina dal 2 dicembre 1895.
Morì il 30 ottobre 1896 all'età di 73 anni. La sua salma venne esposta alla pubblica venerazione nella sua chiesa titolare di San Lorenzo in Lucina e venne poi sepolto nel Camposanto dei Teutonici di Santa Maria della Pietà del Vaticano.
Fu amico dello scrittore milanese Carlo Dossi.

## Genealogia episcopale e successione apostolica
La genealogia episcopale è:
- Cardinale Scipione Rebiba
- Cardinale Giulio Antonio Santori
- Cardinale Girolamo Bernerio, O.P.
- Arcivescovo Galeazzo Sanvitale
- Cardinale Ludovico Ludovisi
- Cardinale Luigi Caetani
- Cardinale Ulderico Carpegna
- Cardinale Paluzzo Paluzzi Altieri degli Albertoni
- Papa Benedetto XIII
- Papa Benedetto XIV
- Cardinale Enrico Enriquez
- Arcivescovo Manuel Quintano Bonifaz
- Cardinale Buenaventura Córdoba Espinosa de la Cerda
- Cardinale Giuseppe Maria Doria Pamphilj
- Papa Pio VIII
- Papa Pio IX
- Cardinale Gustav Adolf von Hohenlohe-Schillingsfürst

La successione apostolica è:
- Cardinale Angelo Di Pietro (1866)
- Arcivescovo Luigi Puecher Passavalli, O.F.M.Cap. (1867)
- Vescovo Francisco Cardoso Aires (1868)
- Arcivescovo Salvatore Magnasco (1868)
- Vescovo Achilles Rinaldini (1879)
- Arcivescovo Celestino del Frate (1880)
- Vescovo Giuseppe Ingami (1880)
- Vescovo Francesco Giordani (1882)

## Ascendenza
|                                                                       |                                                     |                                                    | Genitori                                                         |  |  | Nonni |  |  | Bisnonni                                                             |  |  | Trisnonni                                                            |  |
|                                                                       |                                                     |                                                    |                                                                  |  |  |       |  |  | Carlo Alberto I, Principe di Hohenlohe-Waldenburg in Schillingsfürst |  |  | Filippo Ernesto, Principe di Hohenlohe-Waldenburg in Schillingsfürst |  |
|                                                                       |                                                     |                                                    |                                                                  |  |  |       |  |  | Carlo Alberto I, Principe di Hohenlohe-Waldenburg in Schillingsfürst |  |  | Filippo Ernesto, Principe di Hohenlohe-Waldenburg in Schillingsfürst |  |
|                                                                       |                                                     | Contessa Maria Anna di Oettingen-Wallerstein       |                                                                  |  |  |       |  |  | Carlo Alberto I, Principe di Hohenlohe-Waldenburg in Schillingsfürst |  |  |                                                                      |  |
| Carlo Alberto II, Principe di Hohenlohe-Waldenburg in Schillingsfürst |                                                     |                                                    |                                                                  |  |  |       |  |  | Carlo Alberto I, Principe di Hohenlohe-Waldenburg in Schillingsfürst |  |  |                                                                      |  |
|                                                                       |                                                     | Principessa Sofia di Löwenstein-Wertheim-Rochefort | Domenico Marquardo, II Principe di Löwenstein-Wertheim-Rochefort |  |  |       |  |  |                                                                      |  |  |                                                                      |  |
|                                                                       |                                                     | Principessa Sofia di Löwenstein-Wertheim-Rochefort | Domenico Marquardo, II Principe di Löwenstein-Wertheim-Rochefort |  |  |       |  |  |                                                                      |  |  |                                                                      |  |
|                                                                       |                                                     | Principessa Sofia di Löwenstein-Wertheim-Rochefort | Langravia Cristina d'Assia-Rheinfels-Rotenburg                   |  |  |       |  |  |                                                                      |  |  |                                                                      |  |
| Francesco Giuseppe, Principe di Hohenlohe-Schillingsfürst             |                                                     | Principessa Sofia di Löwenstein-Wertheim-Rochefort |                                                                  |  |  |       |  |  |                                                                      |  |  |                                                                      |  |
|                                                                       |                                                     | Barone János Kázmér Reviczky of Revisnye           | András Reviczky de Revisnye                                      |  |  |       |  |  |                                                                      |  |  |                                                                      |  |
|                                                                       |                                                     | Barone János Kázmér Reviczky of Revisnye           | András Reviczky de Revisnye                                      |  |  |       |  |  |                                                                      |  |  |                                                                      |  |
|                                                                       |                                                     | Barone János Kázmér Reviczky of Revisnye           | Julianna Nedeczky                                                |  |  |       |  |  |                                                                      |  |  |                                                                      |  |
| Baronessa Giuditta Reviczky de Revisnye                               |                                                     | Barone János Kázmér Reviczky of Revisnye           |                                                                  |  |  |       |  |  |                                                                      |  |  |                                                                      |  |
|                                                                       |                                                     | Baronessa Róza Perényi de Perény                   | Ádám Perényi de Perény                                           |  |  |       |  |  |                                                                      |  |  |                                                                      |  |
|                                                                       |                                                     | Baronessa Róza Perényi de Perény                   | Ádám Perényi de Perény                                           |  |  |       |  |  |                                                                      |  |  |                                                                      |  |
|                                                                       |                                                     | Baronessa Róza Perényi de Perény                   | Erzsébet Fráter                                                  |  |  |       |  |  |                                                                      |  |  |                                                                      |  |
| Gustav Adolf von Hohenlohe-Schillingsfürst                            |                                                     | Baronessa Róza Perényi de Perény                   |                                                                  |  |  |       |  |  |                                                                      |  |  |                                                                      |  |
|                                                                       | Cristiano Alberto, Principe di Hohenlohe-Langenburg | Luigi, Principe di Hohenlohe-Langenburg            |                                                                  |  |  |       |  |  |                                                                      |  |  |                                                                      |  |
|                                                                       | Cristiano Alberto, Principe di Hohenlohe-Langenburg | Luigi, Principe di Hohenlohe-Langenburg            |                                                                  |  |  |       |  |  |                                                                      |  |  |                                                                      |  |
|                                                                       | Cristiano Alberto, Principe di Hohenlohe-Langenburg | Contessa Eleonora di Nassau-Saarbrücken            |                                                                  |  |  |       |  |  |                                                                      |  |  |                                                                      |  |
| Carlo Luigi, Principe di Hohenlohe-Langenburg                         | Cristiano Alberto, Principe di Hohenlohe-Langenburg |                                                    |                                                                  |  |  |       |  |  |                                                                      |  |  |                                                                      |  |
|                                                                       |                                                     | Principessa Carolina di Stolberg-Gedern            | Federico Carlo, Principe di Stolberg-Gedern                      |  |  |       |  |  |                                                                      |  |  |                                                                      |  |
|                                                                       |                                                     | Principessa Carolina di Stolberg-Gedern            | Federico Carlo, Principe di Stolberg-Gedern                      |  |  |       |  |  |                                                                      |  |  |                                                                      |  |
|                                                                       |                                                     | Principessa Carolina di Stolberg-Gedern            | Contessa Luisa di Nassau-Saarbrücken                             |  |  |       |  |  |                                                                      |  |  |                                                                      |  |
| Principessa Costanza di Hohenlohe-Langenburg                          |                                                     | Principessa Carolina di Stolberg-Gedern            |                                                                  |  |  |       |  |  |                                                                      |  |  |                                                                      |  |
|                                                                       |                                                     | Giovanni Cristiano II, Conte di Solms-Baruth       | Giovanni Carlo, Conte di Solms-Baruth                            |  |  |       |  |  |                                                                      |  |  |                                                                      |  |
|                                                                       |                                                     | Giovanni Cristiano II, Conte di Solms-Baruth       | Giovanni Carlo, Conte di Solms-Baruth                            |  |  |       |  |  |                                                                      |  |  |                                                                      |  |
|                                                                       |                                                     | Giovanni Cristiano II, Conte di Solms-Baruth       | Contessa Luisa di Lippe-Biesterfeld                              |  |  |       |  |  |                                                                      |  |  |                                                                      |  |
| Contessa Amalia Enrichetta di Solms-Baruth                            |                                                     | Giovanni Cristiano II, Conte di Solms-Baruth       |                                                                  |  |  |       |  |  |                                                                      |  |  |                                                                      |  |
|                                                                       |                                                     | Contessa Federica Luisa Reuss di Köstritz          | Enrico VI, Conte Reuss di Köstritz                               |  |  |       |  |  |                                                                      |  |  |                                                                      |  |
|                                                                       |                                                     | Contessa Federica Luisa Reuss di Köstritz          | Enrico VI, Conte Reuss di Köstritz                               |  |  |       |  |  |                                                                      |  |  |                                                                      |  |
|                                                                       |                                                     | Contessa Federica Luisa Reuss di Köstritz          | Henrica Casado de Monteleone                                     |  |  |       |  |  |                                                                      |  |  |                                                                      |  |
|                                                                       |                                                     | Contessa Federica Luisa Reuss di Köstritz          |                                                                  |  |  |       |  |  |                                                                      |  |  |                                                                      |  |

## Stemma
| Immagine | Blasonatura |
| -------- | --- |
| \| \|    | Gustav Adolf von Hohenlohe-Schillingsfürst Cardinale D'argento a due leoni rampanti di nero. Lo scudo, accollato a una croce astile patriarcale d'oro, posta in palo, è timbrato da un cappello con cordoni e nappe di rosso. Le nappe, in numero di trenta, sono disposte quindici per parte, in cinque ordini di 1, 2, 3, 4, 5. |
|          | |